# Plazentainsuffizienz
Als Plazentainsuffizienz wird in der geburtshilflichen Medizin die mangelnde Funktion des Mutterkuchens (Plazenta) bezeichnet.
Die Plazenta dient normalerweise der Ernährung des ungeborenen Kindes: Sauerstoff, Nährstoffe und andere Substanzen (wie Hormone oder Antikörper) können hier vom mütterlichen Kreislauf in den des Kindes übertreten. Die beiden Kreisläufe sind hierbei grundsätzlich aber voneinander getrennt – es findet keine Vermischung des Blutes der Mutter mit dem des Kindes statt. Blutzellen treten nur in minimalem Maße über.
Zusätzlich ist die Plazenta Bildungsort zahlreicher Hormone, die wichtigsten unter ihnen sind Östrogene und Gestagene (schwangerschaftsfördernde Hormone), sowie das humane Chorion-Gonadotropin (hCG).
Erfüllt der Mutterkuchen diese Funktionen nur ungenügend, spricht man von einer Plazentainsuffizienz oder Störung der feto-maternalen Einheit.

## Formen
Es werden eine akute und eine chronische Form unterschieden.
Eine akute Plazentainsuffizienz entsteht in der Regel durch eine plötzlich auftretende Verminderung des Blutflusses entweder im mütterlichen oder im kindlichen Anteil der Plazenta. Ursachen hierfür können sein:
- von Seiten der Mutter das Vena-cava-Kompressionssyndrom, ein Blutdruckabfall z. B. im Rahmen einer Periduralanästhesie, der Wehensturm während der Geburt, die vorzeitige Plazentalösung oder eine Blutung aus einer Placenta praevia.
- von Seiten des Kindes i. d. R. Nabelschnurprobleme wie Umschlingung, Vorfall oder Knotenbildung.

Die akute Plazentainsuffizienz ist ein Notfall, bei dem ein akuter Sauerstoffmangel des Kindes entsteht und es rasch zu sterben droht.
Eine chronische Plazentainsuffizienz äußert sich durch ein verlangsamtes Wachstum des Kindes. Merkmale können ein für die Schwangerschaftswoche zu kleiner Bauch der Schwangeren sein (ungenaues Zeichen!). Am sichersten kann die Diagnose durch eine Ultraschalluntersuchung gestellt werden. Hier zeigt sich ein zu kleiner Fötus, der in zu wenig Fruchtwasser schwimmt (Oligohydramnion); im Ultraschall der mütterlichen Gefäße (Aa. uterinae) und der des Kindes (Aa. umbilicales oder Aa. cerebri mediae) ergeben sich pathologische Befunde. Die Ursachen liegen in der Regel in einer Grunderkrankung der Mutter, wie Anämie, Diabetes mellitus, Niereninsuffizienz, Bluthochdruck oder Infektionen. Auch schwangerschaftsspezifische Zustände können ursächlich sein, so z. B. die Rhesus-Inkompatibilität oder die Präeklampsie. Schließlich kann auch der Genuss von Alkohol oder Nikotin während der Schwangerschaft zur ungenügenden Leistung der Plazenta führen.

## Maßnahmen
Um einer Verschlechterung des kindlichen Befindens bei der chronischen Form der Plazentainsuffizienz vorzubeugen, werden der Schwangeren Bettruhe und körperliche Schonung verordnet, im Zweifel auch die Einweisung ins Krankenhaus, um Komplikationen frühzeitig zu erkennen. Bei Anzeichen für eine Verschlechterung des Zustandes des Kindes muss die Entbindung eingeleitet werden. Die akute Form der Störung muss häufig durch sofortige Entbindung behandelt werden.